# Asinothérapie

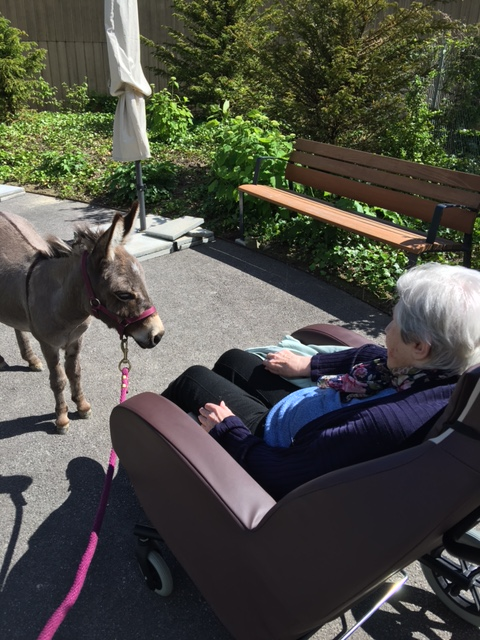
Illustration séance d'asinothérapie adaptée aux personnes âgées.

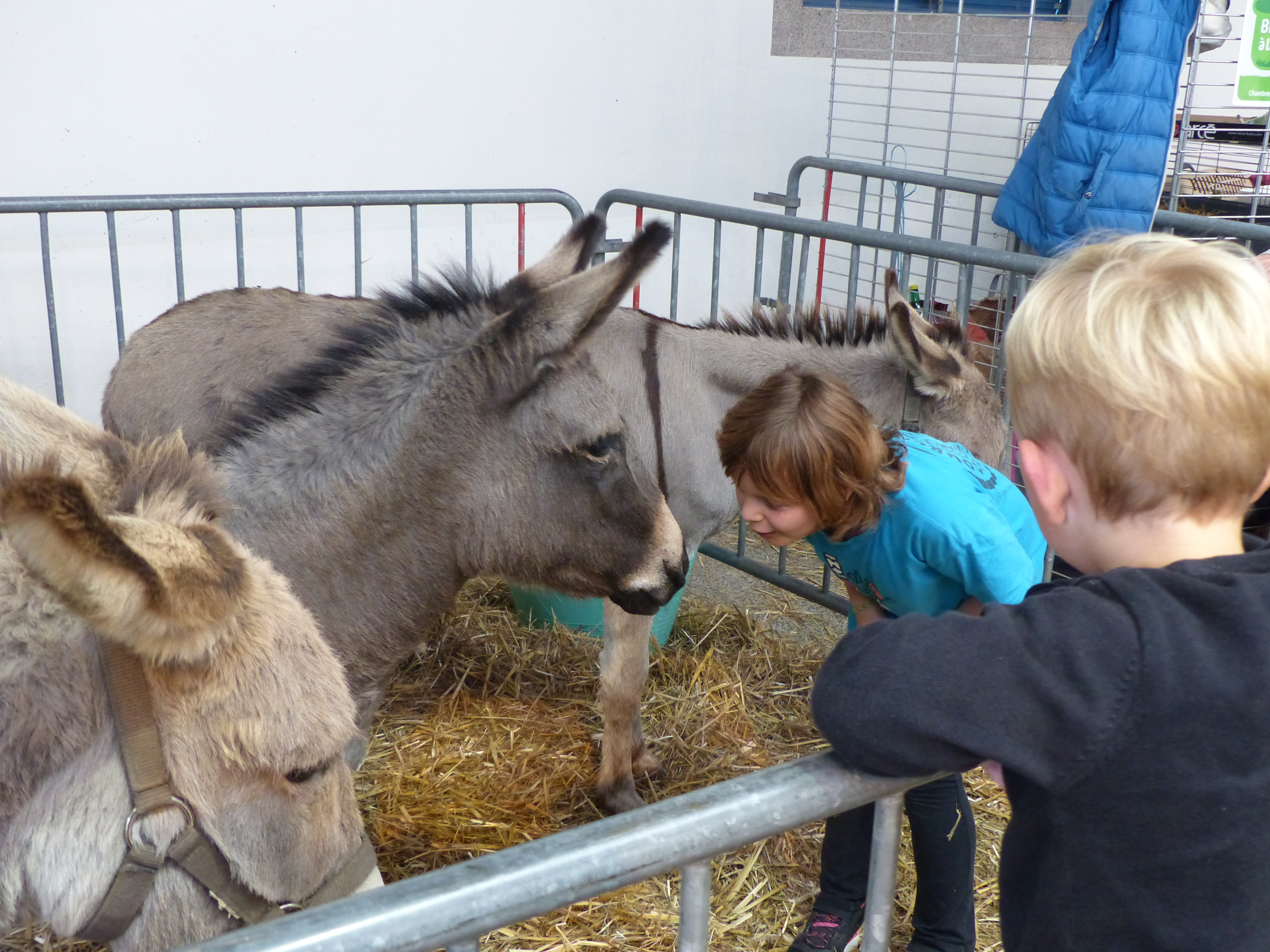
Asinothérapie en démonstration à Pontivy, Bretagne, 2017.

L'asinothérapie est une thérapie comportementale avec l'aide d'un âne. Elle fait partie de la grande famille de l'équithérapie, terme générique pour désigner les thérapies assistées d'un équidé. Il s'agit d'une médecine non conventionnelle et alternative, de la grande famille des zoothérapies.
Les études scientifiques se développent, plus particulièrement au Canada, mais ses effets restent à démontrer. Elle est beaucoup pratiquée en Italie, où existe une importante population d'ânes, mais également en France et en Suisse. L'asinothérapie met en relation une personne en difficulté dans sa santé (psychique ou physique) ou sociale avec un thérapeute, issu des professions de la santé la plupart du temps (infirmière, psychologue, ergothérapeute) et une personne en demande. L'animal est intégré aux outils de la relation d'aide et des soins de la discipline du praticien santé ou social dans une optique thérapeutique. Des formations complémentaires sont nécessaires pour utiliser les qualités spécifiques des ânes avec un objectif de soins. 